# Justicia cleomoides
Justicia cleomoides är en akantusväxtart som beskrevs av Spencer Le Marchant Moore. Justicia cleomoides ingår i släktet Justicia och familjen akantusväxter. Inga underarter finns listade i Catalogue of Life.